# Schweizerischer Ex Libris Club
Der Schweizerische Ex Libris Club (SELC) ist ein Schweizer Verein zur Pflege, Erforschung und Verbreitung von Exlibris, also den Kleingrafiken, die zur Eigentumskennzeichnung von Büchern dienen. Er umfasst sowohl private wie institutionelle Mitglieder aus dem In- und Ausland.

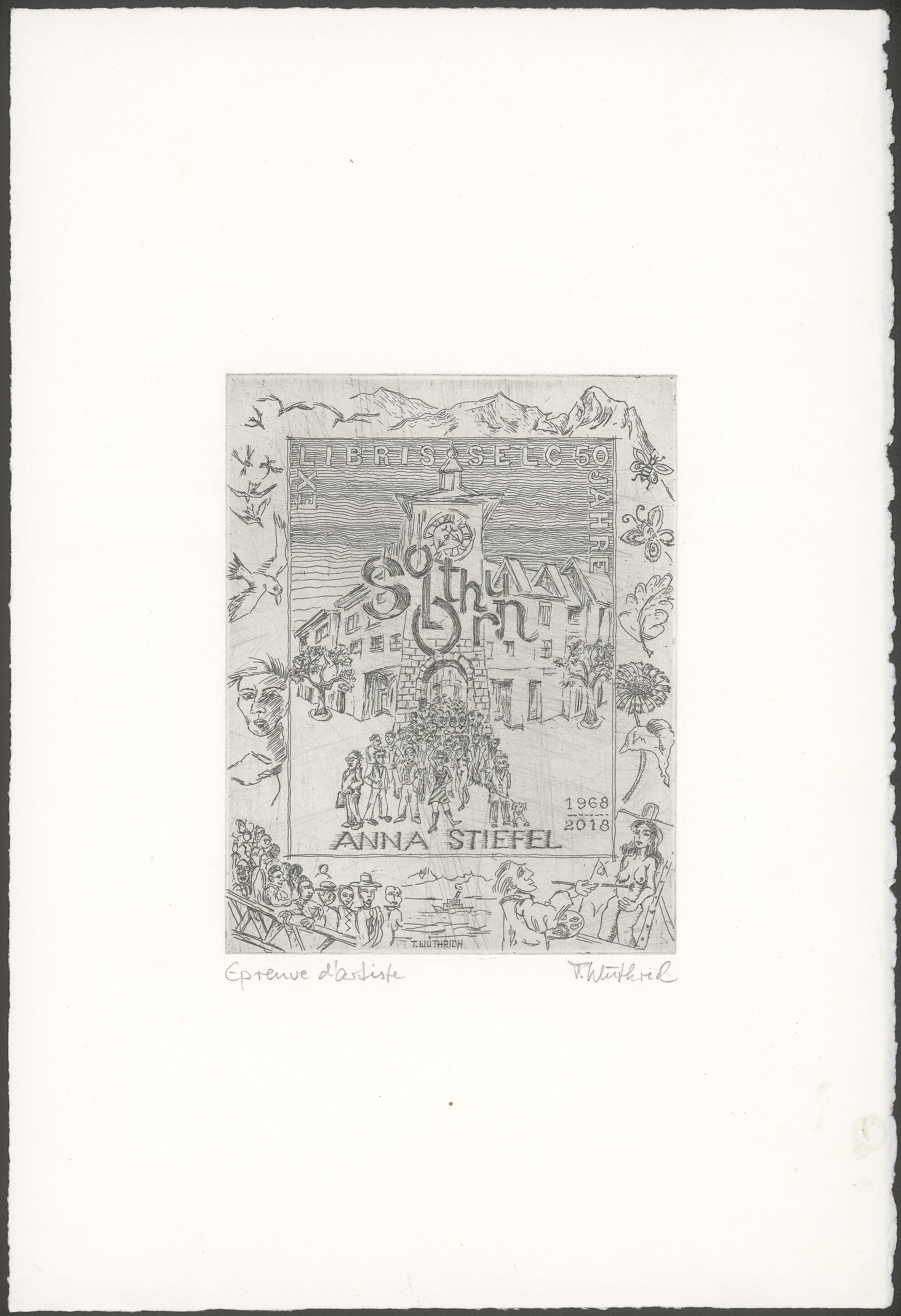
Thomas Wüthrich, Ex Libris Anna Stiefel zum 50-Jahr-Jubiläum des Schweizerischen Ex Libris Clubs, 2018, Radierung

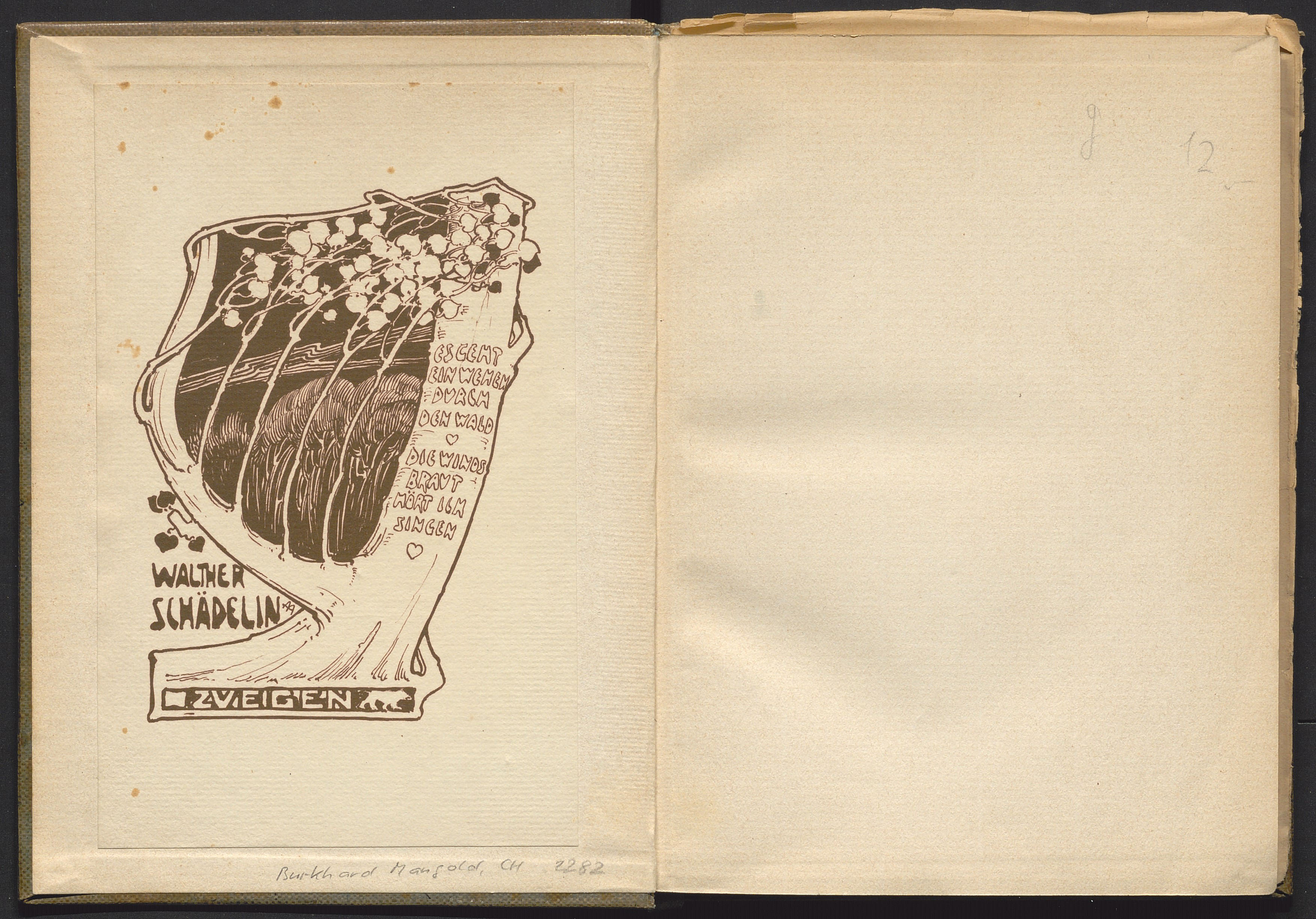
Burkhard Mangold (1873–1950), Bucheignerzeichen für Walther Schädelin in Carl Spittelers "Olympischer Frühling", Jena 1905, Lithografie

## Geschichte
Die Geschichte des Schweizerischen Ex Libris Clubs beginnt im frühen 20. Jahrhundert. Der «Ex Libris-Club Basilea», der 1901–1907 existierte, stand unter dem Präsidium des Unternehmers und Schriftstellers Emanuel Stickelberger. Ab 1901 veröffentlichte der Verleger Fritz Amberger (vormals David Bürkli) in Zürich die «Schweizerischen Blätter für Exlibris-Sammler» in bibliophiler Ausstattung, die zahlreiche Original-Exlibris enthielten. Federführend war Pfarrer Ludwig Gerster. 1907 wurde der Club aufgelöst, und die Mitglieder schlossen sich ausländischen Exlibrisvereinen oder der Schweizerischen Bibliophilen-Gesellschaft an.
Der heutige Schweizerische Ex Libris Club (SELC) wurde 1968 durch den Tessiner Sammler Carlo Chiesa als Verein gegründet. Im selben Jahr wurde der SELC an der Jahrestagung in Como in die Fédération Internationale des Sociétés d’Amateurs d’Ex-Libris (FISAE) aufgenommen. Ab den 1970er-Jahren organisierte der Club Ausstellungen in Zürich, Aarau, St. Gallen, Chur und Basel. Werklisten über Schweizer Kunstschaffende und Kongressgaben wurden erstellt. Parallel zur Vereinszeitschrift SELC-Express veröffentlicht der Club seit 1990 Jahresschriften. Die Jubiläumsversammlung zum 25-jährigen Bestehen des SELC fand 1993 in Winterthur statt. Im dortigen Gewerbemuseum wurde eine grosse Ausstellung gezeigt. Gleichzeitig erschien die Publikation «25 Jahre Schweizerischer Ex-Libris Club. Jubiläumsschrift 1968–1993». Seit Nr. 44/2004 erscheinen die Jahresgaben als umfangreiche Publikationen mit Werklisten und biografischen Angaben zu Kunstschaffenden und Eignern. 2006 fand der gut besuchte XXXI. FISAE-Kongress in Nyon am Genfersee statt, organisiert vom damaligen Generalsekretär der FISAE, Benoît Junod. Mehrere Ausstellungen begleiteten die Veranstaltung, aus deren Anlass die Kongressgabe über den Schweizer Künstler Gregor Rabinovitch erschien. Im selben Jahr verlieh die Deutsche Exlibris Gesellschaft (DEG) dem SELC die Walter Von Zur Westen-Medaille für besondere Verdienste rund um das Exlibris. 2007 reichte der Präsident Josef Burch seinen Rücktritt ein; als Nachfolger wurde Stefan Hausherr gewählt. 2018 feierte der SELC in der Zentralbibliothek Solothurn sein 50-Jahr-Jubiläum. Die Jahresgabe war einem der erfolgreichsten und bekanntesten Schweizer Exlibriskünstler des 20. Jahrhunderts, dem Basler Alfred Soder (1880–1957), gewidmet. 2019 übernahm Jochen Hesse das Präsidium, Petra Barton Sigrist das Vizepräsidium.
Die Winterthurer Bibliotheken, die über eine grosse Exlibris-Sammlung verfügen, betreuen das Depot des Vereins. Exlibris-Sammlungen besitzen u. a. auch die institutionellen Mitglieder der Universitätsbibliothek Basel, der Biblioteca comunale di Chiasso, dem Schweizerischen Nationalmuseum, der Zentralbibliothek Solothurn und der Zentralbibliothek Zürich. Der Schweizerische Ex Libris Club pflegt freundschaftliche Beziehungen zu den Partnervereinen, insbesondere in Deutschland, Österreich, Grossbritannien und Tschechien.

## Vereinszweck

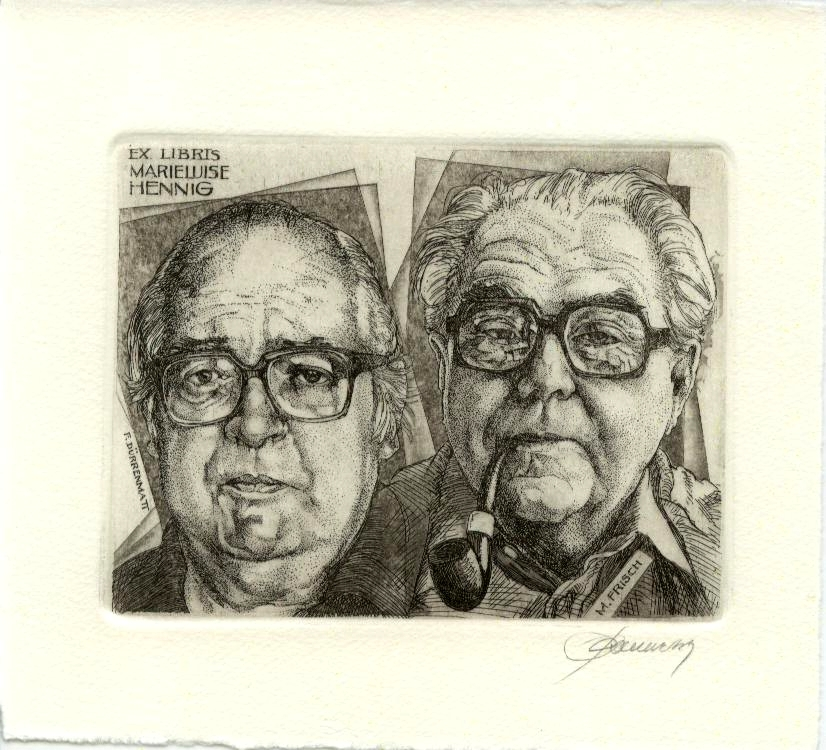
Hedwig Pauwels, Ex Libris Marieluise Hennig, 1993, Radierung

Der Zweck des Vereins ist die Erforschung, Pflege und Verbreitung des Exlibris, die Förderung der Herstellung des künstlerischen Exlibris, das Unterstützen der Sammeltätigkeit seiner Mitglieder und die offizielle Vertretung der Schweiz an internationalen Exlibris-Kongressen.
Getreu diesem Selbstverständnis setzt sich der SELC in seinen Jahresgaben mit dem Schaffen von Exlibris-Künstlern und thematischen Aspekten der Bucheignerzeichen auseinander. In der Vereinszeitschrift  SELC-Express werden die Mitglieder über Aktualitäten im Bereich der Exlibriskunst informiert.

## Publikationen
Der SELC-Express informiert die Clubmitglieder dreimal jährlich über Exlibris-Künstler, -Sammler, -Literatur, Jahrestagungen und Tauschtreffen im In- und Ausland. Die Jahresgabe stellt Schweizer Exlibriskünstler vor, u. a.
- Anna Stiefel: Johann Rudolf Schellenberg (1740–1806): ein Pionier des modernen Exlibris im 18. Jahrhundert. 2004, DNB 1004082037.
- Traumgestalten. Das Exlibris-Werk von Gregor Rabinovitch. Mit einem biografischen Essay von Charles Linsmayer, hrsg. von Stefan Hausherr. 2006, DNB 979613043.

- Anna Stiefel und Julia Vermes: Paul Flury (1877–1968): ein Schweizer Exlibriskünstler zwischen den Zeiten. 2007, DNB 1004065612.
- Ursula Helg: Carl Roesch (1884–1979) als Grafiker und Exlibriskünstler. 2008, DNB 997796618.
- Dominik Sauerländer, Marieluise Henning und Felix Hoffmann: Felix Hoffmann (1911–1975). 2009, DNB 99779691X.
- René Specht: Arnold Oechslin (1885–1960): ein Schaffhauser Exlibriskünstler. 2011, DNB 1015591604.
- Hans Rudolf Christen und Anna Stiefel: Rudolf Münger (1862–1929): ein Berner Maler und seine Exlibris. 2012, DNB 1027289568.
- Anna Stiefel: Otto Krebs (1870–1955): ein "gemachter" Exlibriskünstler. 2013, DNB 1041911769.
- Alice Aeberhard und Anna Stiefel: Conrad Strasser (1878–1954): ein St. Galler Maler, Textilentwerfer und Exlibriskünstler. 2014, DNB 1058203525.
- Josef Burch und Anna Stiefel: Max Bucherer (1883–1974): Maler, Grafiker, Exlibriskünstler und Kunstpublizist. 2015, DNB 1076300340.
- Rolf de Kegel und Anna Stiefel: Kloster Engelberg: Engelberger Äbte und ihre Exlibris – eine Auswahl. 2016, DNB 1114148938.
- Alice Aeberhard: Albert Saner (1912–1986): ein vielseitiger Künstler, Maler, Graphiker, Illustrator und Exlibrisgestalter. 2017, DNB 1139068598.
- Alfred Soder (1880–1957): Basler Meister der Radierkunst. 2018, DNB 1168925436.
- Peter Cornelius Claussen und Anna Stiefel: Rudolf Mülli (1882–1962): ein Zürcher Künstler und seine Exlibris. 2019, DNB 1194885306.
- Jochen Hesse, Ulrike Ladnar, Wolfgang Hönle und Anna Stiefel: Schweizer Exlibriskünstlerinnen I: Brigitte Fuchs, Warja Lavater, Henriette Grimm, Maria La Roche, 2021 DNB 1243268964
- Marcel Just, Petra Barton Sigrist und Anna Stiefel: Schweizer Exlibriskünstlerinnen II: Lill Tschudi, Clara Weber-Sulger, Emmy Weber, Sophie Hauser, 2022 DNB 1276163274
- Jochen Hesse: Vielfalt im Kleinformat. Die Exlibris des Basler Künstlers Burkhard Mangold (1873–1950), 2023 1303471701
- René Specht, Alice Aeberhard, Anna Stiefel und Jochen Hesse: Drei Schweizer Exlibris-Künstler: Philipp Dammköhler (1871–1924), Robert Forrer (1866–1947), Max Hunziker (1901–1976), 2024

Außerdem:
- Ludwig Gerster: Die schweizerischen Bibliothekszeichen (Ex-Libris), Kappelen 1898, DNB 1024452638.
- Emanuel Stickelberger: Das Exlibris (Bibliothekszeichen) in der Schweiz und in Deutschland. Ein Handbuch für Sammler und Freunde der Exlibris-Sitte, Basel 1904, DNB 1066697612.
- Agnes Wegmann: Schweizer Exlibris bis zum Jahre 1900, 2 Bde., Zürich 1933 und 1937, DNB 368644898, DNB 368644901.
- 25 Jahre Schweizerischer Ex Libris Club: Jubiläumsschrift 1968–1993. 1993, DNB 940749688.
- Marianne Kalt: Schweizer Exlibris-Künstler 1900–1992: Verzeichnis von 900 Exlibris-Künstlern und anderen Exlibris-Schaffenden seit 1900. 1993, DNB 940754290.
- Benoît Junod: Schweizerische Bucheignerzeichen des zwanzigsten Jahrhunderts (Swiss bookplates of the twentieth century). 1999, DNB 959831886.
- Josef Burch, Schweizer Exlibris des 20. Jahrhunderts, in: DEG Jahrbuch 2000. Exlibriskunst und Graphik. Das Exlibris des 20. Jahrhunderts in Europa, Teil 1, S. 79–89, 2000, DNB 959263837.
- Ulrike Ladnar und Heinz Decker: Memento Mori. Exlibris zu Tod und Totentanz, Wiesbaden 2010. DNB 1000909336